# Лэм, Каролина
Леди Каролина Лэм (англ. Lady Caroline Lamb), урожд. Понсонби (Ponsonby; 13 ноября 1785 — 26 января 1828) — британская аристократка и писательница. Известна своим романом с лордом Байроном в 1812 году. Её мужем был Уильям Лэм, впоследствии виконт Мельбурн.

## Биография
Старшая дочь Фредерика Понсонби, 3-го графа Бессборо (1758—1844) и его жены леди Генриетты Спенсер (1761—1821). Брак родителей не был удачным. Лорд Бессборо, игрок и мот, часто публично унижал жену. Она же отличалась слабым здоровьем и не могла заниматься воспитанием детей. Оставленная родителями леди Каролина с трёх лет жила на попечении слуг в Италии, а после в доме своей знаменитой тётки Джорджианы Кавендиш, герцогини Девонширской. С десяти лет воспитывалась у бабушки, леди Спенсер, где получила хорошее образование. Изучала французский, итальянский, греческий и латинский языки, занималась музыкой и живописью, посвящала много времени акварелям и обладала большим талантом к карикатуре.
В возрасте тринадцати лет познакомилась со своим будущим мужем двадцатилетним Уильямом Лэмом. Позже они часто встречались в обществе, где юная Каролина имела успех. Ловкая и изящная, невысокая ростом, с темными карими глазами и золотистыми волосами, с низким музыкальным голосом, бесстрашная наездница, она была полна идей и обладала сильным воображением. Друзья называли её «сильфида», «белка», «буря» и «дикарка». Будучи вторым сыном в семье, Уильям Лэм имел мало перспектив на будущее и не рассматривался родственниками Каролины в качестве жениха. Но в 1805 году его старший брат умер, он стал наследником, и сделал леди Каролине предложение. Сначала она ему отказала, уверяя, что её характер не даст им счастья в семейной жизни, но потом согласилась.
Свадьба состоялась 3 июня 1805 года. Первые годы супруги жили в основном в Лондоне, где у них была своя квартира в Уайтхолле. 11 августа 1807 года родился их сын Джордж, а в 1809 году преждевременно дочь, умершая в течение суток. Леди Каролина тяжело переносила беременность и роды, и оба раза долго восстанавливалась. Её сын родился с серьезными психическими проблемами (возможно с аутизмом), он пережил свою мать, и умер 27 ноября 1836 года. Сочетание здоровья сына с проблемами по службе мужа омрачали семейную жизнь леди Каролины. Нелегко ей было из-за ревности свекрови и враждебного отношения членов семьи мужа. Впоследствии это стало причиной почти всех её несчастий.
Весной 1812 году начался роман леди Каролины с прославленным лордом Байроном. Их связь продолжалось около девяти месяцев. Вначале поэт был польщен вниманием столь высокопоставленной леди, она читала ему свои стихи, которые он хвалил, но потом Байрон устал от неё. В подавленном состоянии леди Каролина была увезена матерью на три месяца в Ирландию, куда Байрон писал ей самые нежные письма. Когда леди Каролина вернулась в Лондон, он дал ей понять, что не собирается возобновлять их отношения. Это вызвало с её стороны публичные попытки воссоединиться с бывшим любовником, сопровождавшиеся истериками и сценами ревности. Одержимость Байроном повлияла на дальнейшую жизнь леди Каролины и отразилась на её творчестве. В 1816 году она опубликовала свой самый известный готический роман «Гленарвон», где описала свои отношения с поэтом. Книга имела огромный успех, но окончательно разрушила репутацию Каролины.
Сначала лорд Уильям Лэм не придавал большого значения бурному роману жены и игнорировал её увлечение. Но под давлением матери, осознал, что поведению жены вредит его карьере, и в 1825 году разъехался с ней. По договоренности леди Каролина большую часть своего времени жила в Брокете со своим свекром, лордом Мельбурном. Она переписывалась с мужем и сохраняла с ним самые теплые отношения. Последние годы её жизни прошли в кругу молодых поклонников, в злоупотреблении алкоголем и опиумом. Из-за болезни сердца она страдала отеками. В декабре 1827 года для получения медицинской помощи её перевезли в Лондон, где она и умерла 26 января 1828 года. Похоронена на кладбище церкви святой Этельреды в Хатфилде.

## Образ в кинематографе
В английском фильме-биографии 1972 года роль Каролины исполнила Сара Майлз.